# CH Las Palmas
Der CH Las Palmas war ein spanischer Eishockeyclub aus Las Palmas, der von 1976 bis 1979 in der Superliga spielte.

## Geschichte
Der CH Las Palmas wurde 1975 gegründet. Nachdem der Verein in seinem ersten Jahr nur eine Jugendmannschaft gestellt hatte, wurde er vor der Saison 1976/77 in die Superliga, die höchste Eishockeyliga Spaniens, aufgenommen. Mit 13 Punkten aus 16 Spielen erreichte der Liganeuling in seiner ersten Spielzeit den fünften von neun Plätzen. In der Saison 1977/78 folgte der sechste von acht Plätzen. Aufgrund finanzieller Probleme und enttäuschender sportlicher Ergebnisse stellte der Club 1979 nach nur vier Jahren den Spielbetrieb wieder ein.